# الجميع بخير
الجميع بخير (بالإيطالية: Stanno tutti bene)‏ فيلم دراما إيطالي من إنتاج عام 1990 إخراج جوزيبي تورناتوري وقد كتب السيناريو له بالاشتراك مع تونينو غويرا وماسيمو دي ريتا 
فاز بجائزة لجنة التحكيم في مهرجان كان (تورناتوري) وترشح لـ السعفة الذهبية أيضاً.
فاز أيضاً بجائزة دايفد دي دوناتيللو الإيطالية لأفضل موسيقى (إينيو موريكوني) كما فاز بالشريط الفضي عن أفضل قصة أصلية في مهرجان نقابة الصحفيين الإيطاليين.
صدر مؤخراً على قرص دي في دي بترجمة فرنسية فقط

## قصة الفيلم
ماتيو سكورو : موظف حكومي مُتقاعد (مسؤول بشكل رئيسي عن تسجيل شهادات الميلاد) ، أرمل وأب لخمسة أبناء، جميعهم يعيشون خارج صقلية يأتيه أبناءه في كل عطلة صيف، وعندما يقرّر مفاجئتهم بزيارته لهم، فإنه يجد ما لا يتخيّله .
خليط من المشاعر المتداخلة والمتضاربة بالغة التعقيد في التراكيب الإنسانية يصحبنا فيها «تورناتوري» برفقة بطلة (ماتيو سكورو) الذي يجسّد دوره (مارشيلو ماستروياني)
الفيلم قصة رحلة حقيقية عبر إيطاليا المعاصرة، حيث يسافر ماتيو إلى«نابولي» ، «روما» ، «فلورنسا» ، «ميلانو، «تورينو» لزيارة كلّ أبنائه، رحلة غريبة بكل ما فيها من غرابة ومفارقات كوميدية ودرامية.
تم اقتباس الفيلم في فيلم أميركي من بطولة روبرت دي نيرو عام 2009 
وتم اقتباس قصة الفيلم في مسلسل سوري باسم سنعود بعد قليل (مسلسل) بطولة دريد لحام عام 2013 

## الممثلون الرئيسيون
- مارتشيلو ماستورياني: ماتيو سكورو
- ميشيل مورغان: المرأة في القطار
- فاليريا كافالي: توسكا
- مارينو تشينا: كانيو
- نورما مارتيلي: نورما
- روبيرتو نوبيلي: جوليلمو
- سالفاتوري كاشو: ألفارو طفلاً

## روابط خارجية
- الجميع بخير على موقع IMDb (الإنجليزية)
- الجميع بخير على موقع روتن توميتوز (الإنجليزية)
- الجميع بخير على موقع قاعدة بيانات الأفلام العربية
- الجميع بخير على موقع ألو سيني (الفرنسية)
- الجميع بخير على موقع Turner Classic Movies (الإنجليزية)
- الجميع بخير على موقع أول موفي (الإنجليزية)
- الجميع بخير على موقع فيلمافينيتي (الإسبانية)
- الجميع بخير على موقع قاعدة بيانات الأفلام السويدية (السويدية)
- الجميع بخير على موقع قاعدة بيانات الفيلم (الإنجليزية)
- الجميع بخير على موقع ليتربوكسد (الإنجليزية)
- الجميع بخير على موقع أول موفي.